# Players Tour Championship 2013/2014
Players Tour Championship 2013/2014 – czwarta edycja cyklu, obejmująca 12 rankingowych turniejów, rozgrywanych od 6 czerwca 2013 roku do 23 marca 2014 roku. Turnieje rozgrywane są zarówno na Wyspach Brytyjskich, w kontynentalnej Europie (pod nazwą European Tour i jest ich 8), oraz w Azji (pod nazwą Asian Tour i jest ich 4).
Turnieje serii Players Tour Championship są otwarte dla wszystkich zawodników, zarówno profesjonalistów, jak i amatorów. Wszystkie imprezy cyklu rozgrywane są systemem pucharowym, a mecze grane są do 4 wygranych partii.
W turnieju finałowym, który rozegrany zostanie w dniach 18 – 23 marca 2014 roku, przewidziano miejsce dla 32 zawodników: 24 zawodników najwyżej notowanych w rankingu turniejów rozegranych w Europie i na Wyspach Brytyjskich, oraz 8 zawodników najwyżej notowanych w rankingu turniejów rozegranych w Azji. Jeśli zawodnik kwalifikujący się dzięki pozycji w rankingu turniejów europejskich, a zajmuje także miejsce premiowane awansem na liście rankingowej turniejów azjatyckich, do turnieju finałowego awansowany zostaje kolejny zawodnik z rankingu turniejów azjatyckich.

## Terminarz rozgrywek
| Data  | Data  |           | Nazwa turnieju                               | Miejsce                          | Miasto          | Zwycięzca         | II miejsce        | Wynik | Przypisy |
| ----- | ----- | --------- | -------------------------------------------- | -------------------------------- | --------------- | ----------------- | ----------------- | ----- | -------- |
| 06–06 | 06–09 | Bułgaria  | European Tour – Turniej 1                    | Universiada Hall                 | Sofia           | John Higgins      | Neil Robertson    | 4–1   | [ 5 ]    |
| 06–11 | 06–15 |           | Asian Tour – Turniej 1                       | Yixing Sports Centre             | Yixing          | Joe Perry         | Mark Selby        | 4–1   | [ 7 ]    |
| 07–18 | 07–21 | Holandia  | European Tour – Turniej 2                    | Topsport Centrum                 | Rotterdam       | Mark Williams     | Mark Selby        | 4–3   | [ 9 ]    |
| 08–14 | 08–17 | Anglia    | European Tour – Turniej 3                    | Doncaster Dome                   | Doncaster       | Ricky Walden      | Marco Fu          | 4–3   | [ 11 ]   |
| 08–22 | 08–25 | Niemcy    | European Tour – Turniej 4                    | Stadthalle                       | Fürth           | Ronnie O’Sullivan | Gerard Greene     | 4–0   | [ 13 ]   |
| 09–23 | 09–27 |           | Asian Tour – Turniej 2                       | Zhangjiagang Sports Center       | Zhangjiagang    | Ju Reti           | Michael Holt      | 4-1   | [ 15 ]   |
| 10–03 | 10–06 | Niemcy    | European Tour – Turniej 5                    | RWE-Sporthalle                   | Mülheim         | Mark Allen        | Ding Junhui       | 4-1   | [ 17 ]   |
| 10–19 | 10–23 |           | Asian Tour – Turniej 3                       | Guanhua Grand Hotel              | Zhengzhou       | Liang Wenbo       | Lü Haotian        | 4-0   | [ 18 ]   |
| 11–07 | 11–10 | Anglia    | European Tour – Turniej 6                    | The Capital Venue                | Gloucester      | Mark Allen        | Judd Trump        | 4-1   | [ 20 ]   |
| 11–14 | 11–17 | Belgia    | European Tour – Turniej 7                    | Lotto Arena                      | Antwerpia       | Mark Selby        | Ronnie O’Sullivan | 4-3   | [ 22 ]   |
| 02–05 | 02–09 | Polska    | European Tour – Turniej 8                    | Gdynia Sports Arena              | Gdynia          | Shaun Murphy      | Fergal O’Brien    | 4-1   | [ 24 ]   |
| 03–04 | 03–08 |           | Asian Tour – Turniej 4                       | Dongguan Dongcheng Sports Garden | Dongguan        | Stuart Bingham    | Liang Wenbo       | 4-1   | [ 25 ]   |
| 03–18 | 03–23 | Tajlandia | Players Tour Championship – Turniej finałowy | Guild Hall                       | Preston, Anglia | Barry Hawkins     | Gerard Greene     | 4-0   | [ 26 ]   |

## Ranking

### Europen Tour
Po rozegraniu 8 z 8 zawodów:
| Miejsce | Zawodnik          | Suma punktów | Liczba startów w zawodach |
| ------- | ----------------- | ------------ | ------------------------- |
| 1       | Mark Allen        | 45,250       | 5                         |
| 2       | Ronnie O’Sullivan | 38,616       | 6                         |
| 3       | Mark Selby        | 37,516       | 5                         |
| 4       | Mark Willams      | 30,683       | 7                         |
| 5       | Shaun Murphy      | 29,499       | 7                         |
| 6       | John Higgins      | 26,350       | 7                         |
| 7       | Ricky Walden      | 25,100       | 6                         |
| 8       | Judd Trump        | 20,249       | 8                         |
| 9       | Ding Junhui       | 18,333       | 4                         |
| 10      | Fergal O’Brien    | 17,199       | 8                         |
| 11      | Sam Baird         | 16,351       | 8                         |
| 12      | Marco Fu          | 15,100       | 6                         |
| 13      | Stephen Maguire   | 14,766       | 6                         |
| 14      | Neil Robertson    | 14,083       | 6                         |
| 15      | Jamie Jones       | 13,100       | 8                         |
| 16      | David Gilbert     | 12,883       | 8                         |
| 17      | Stuart Bingham    | 12,783       | 7                         |
| 18      | Gerard Greene     | 12,783       | 8                         |
| 19      | Ryan Day          | 10,950       | 8                         |
| 20      | Jimmy Robertson   | 10,516       | 7                         |
| 21      | Ben Woollaston    | 10,516       | 8                         |
| 22      | Mark Davis        | 10,450       | 8                         |
| 23      | Anthony Hamilton  | 10,234       | 8                         |
| 24      | Gary Wilson       | 10,032       | 8                         |
| 25      | Barry Hawkins     | 9,683        | 7                         |

(Top 25 zawodników z 515)

### Asian Tour
Po rozegraniu 4 z 4 zawodów:
| Miejsce | Zawodnik        | Suma punktów | Liczba startów w zawodach |
| ------- | --------------- | ------------ | ------------------------- |
| 1       | Liang Wenbo     | 17,700       | 4                         |
| 2       | Ju Reti         | 12,200       | 4                         |
| 3       | Stuart Bingham  | 10,200       | 2                         |
| 4       | Joe Perry       | 10,000       | 1                         |
| 5       | Lü Haotian      | 5,600        | 3                         |
| 6       | Mark Selby      | 5,200        | 2                         |
| 7       | Michael Holt    | 5,000        | 2                         |
| 8       | Scott Donaldson | 4,700        | 4                         |
| 9       | Yu Delu         | 4,400        | 4                         |

(Top 9 zawodników z 202)

## Finał
Turniej finałowy rozegrany zostanie w dniach 18 – 23 marca 2014 roku. Weźmie w nim udział 32 zawodników: 24 zawodników najwyżej notowanych w rankingu turniejów rozegranych w Europie i na Wyspach Brytyjskich, oraz 8 zawodników najwyżej notowanych w rankingu turniejów rozegranych w Azji. Jeśli zawodnik kwalifikujący się dzięki pozycji w rankingu turniejów europejskich, a zajmuje także miejsce premiowane awansem na liście rankingowej turniejów azjatyckich, do turnieju finałowego awansowany zostaje kolejny zawodnik z rankingu turniejów azjatyckich.
| Finał: Do 4 frame’ów Guild Hall, Preston, Anglia, 29 marca 2014. Sędzia: Olivier Marteel |                    |               |
| Gerard Greene                                                                            | 0-4                | Barry Hawkins |
| 0–119 (117), 0–75 (75), 35–61 (50), 15–62                                                |                    |               |
| 34                                                                                       | Najwyższy break    | 117           |
| 0                                                                                        | Breaki stupunktowe | 1             |
| 0                                                                                        | Breaki 50-punktowe | 3             |